# Arista Networks
Arista Networks ist ein US-amerikanischer Netzwerktechnik-Hersteller. Er wurde 2004 durch Andreas von Bechtolsheim und David Cheriton gegründet und ging 2014 an die NYSE. Die Firma hat ihren Hauptsitz in Santa Clara im Silicon Valley südlich von San Francisco. Weitere Entwicklungsniederlassungen befinden sich in Nashua (New Hampshire), Bangalore, Dublin und dem kanadischen Vancouver.
Arista stellt Layer-3-Switches her, eine Kombination von Routern und Switches und ist im SDN tätig. Alle Produkte werden mit dem hauseigenen Linux-basierten Betriebssystem EOS ausgeliefert. Eine der Konkurrenzfirmen ist die (wesentlich größere) Cisco Systems. Anwendungsbereiche der hergestellten Komponenten sind Hochleistungscomputer in Rechenzentren von Cloud-Anbietern wie Amazon Web Services, Microsoft Azure und Google, wie auch kleinere Anbieter oder Forschungseinrichtungen.
Arista wurde mit rund 100 Millionen US-Dollar aus dem Vermögen von Andreas von Bechtolsheim und David Cheriton gegründet.